# Karta Trójmiasta
Karta Trójmiasta – deklaracja mówiąca o konieczności współpracy miast Trójmiasta (Gdyni, Gdańska i Sopotu) i chęci rozwoju w ramach aglomeracji trójmiejskiej. Jest to de facto pierwszy oficjalny dokument wykorzystujący pojęcie Trójmiasto, które wcześniej było terminem używanym jedynie potocznie.

## Historia
Inicjatywa powstania Karty narodziła się podczas debaty publicznej pod nazwą Przystanek Trójmiasto, zapoczątkowanej przez trójmiejski oddział Gazety Wyborczej. Pierwszą osobą, która użyła pojęcia Karta Trójmiasta oraz określiła jej zadania był redaktor naczelny trójmiejskiego oddziału Gazety Jan Grzechowiak.
Karta Trójmiasta została podpisana 28 marca 2007 na gdańskim lotnisku przez prezydentów miast Gdańska (Pawła Adamowicza), Gdyni (Wojciecha Szczurka) i Sopotu (Jacka Karnowskiego) oraz marszałka województwa pomorskiego (Jana Kozłowskiego). Weszła w życie w chwili złożenia podpisów.

## Treść deklaracji
My, mieszkańcy Gdańska, Sopotu i Gdyni, pragniemy harmonijnego, wszechstronnego i dynamicznego rozwoju metropolii trójmiejskiej. Wyrzekając się szkodliwej konkurencji, deklarujemy wolę współpracy z poszanowaniem tradycji i tożsamości naszych miast. Uwzględniając powyższe, przedstawiamy najpilniejsze zadania, których realizacji powinniśmy się wspólnie podjąć:
- wprowadzenie wspólnego biletu komunikacji miejskiej;
- opracowanie zintegrowanych rozkładów jazdy komunikacji miejskiej i tras łączących wszystkie trzy miasta;
- budowa trójmiejskiej sieci ścieżek rowerowych;
- stworzenie kalendarza imprez kulturalnych;
- koordynacja dużych remontów dróg w poszczególnych miastach;
- wprowadzenie zintegrowanej sygnalizacji świetlnej („zielona fala”);
- promocja atrakcji turystycznych Gdańska, Gdyni i Sopotu w kraju i za granicą;
- działania mające na celu przyciągnięcie nowych inwestycji;
- planowanie budowy obiektów sportowych i kulturalnych;
- stworzenie sieci szkół dostosowanej do potrzeb rynku pracy.